# 伯雷門
伯雷門（英語：Beulé Gate）是一座位於希臘雅典，始建於羅馬時期的堡壘城門，連接至雅典衛城的雅典衛城山門。這座城門的建造幾乎完全依賴重新利用的材料（斯波利亞），這些材料來自於尼基亞斯克拉吉克紀念碑，該紀念碑的建造可追溯至公元前四世紀，並於公元二世紀至四世紀之間被拆卸。尼基亞斯紀念碑的奉獻銘文至今仍可在比約勒城門的柱頂上看到。
這座城門後來被納入了後赫魯爾城牆的結構中，該城牆是晚期羅馬時期的防禦工事，加強了雅典衛城作為一個軍事要塞的地位。這座城牆的興建日期約為公元267年，當時日耳曼赫鲁利人入侵雅典並洗劫城市。這一建設標誌著雅典衛城用途的轉變，不再僅僅被視為宗教場所，更多地被看作是一個潛在的防禦據點。在中世纪時期，這座城門進一步加固並被封閉，隨後在奧斯曼希臘時代被轉為菱堡的功能。
這座紀念碑於1852年由法國考古學家夏爾·埃內斯特·伯雷發現，並在1852年至1853年間進行了挖掘。其發現引起了法國學術界和新聞界的熱烈反響，儘管考古學家和希臘評論家對比約勒採取的激進挖掘手法提出批評，特別是他使用了炸藥的方式。如今，伯雷門主要作為遊客從雅典衛城的出口通道使用。

## 概要

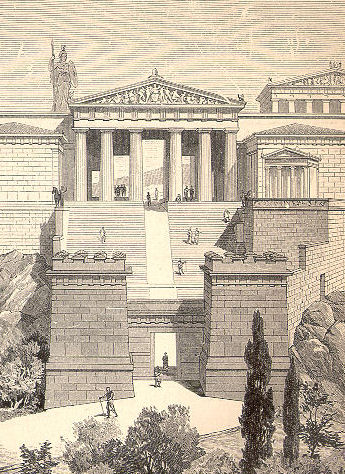
公元3世紀雅典衛城的重建想像圖，展示了伯雷門（前景）和後方山門的情景。

伯雷門座落於一座階梯底部，該階梯的興建始於羅馬時期（約公元前167年期間），這座結構的主要功能是通往位於東側約37公尺（121英尺）處的山門。該城門由兩座塔狀結構組成，這兩座塔突出於建築物外約5公尺（16英尺）。這些塔與上方的露台相連，也包括雅典娜勝利神廟的露台。城門本身嵌入於一面大理石牆之中，並與穿過山門的主要通道對齊。
城門的整體寬度約為23公尺（75英尺），中央部分的高度約為7公尺（23英尺），寬度約為7公尺（23英尺）。城門本身的高度約為3.87公尺（12.7英尺），其基座的寬度約為1.89公尺（6.2英尺）。城門中央門道上方的區域裝飾以多立克柱式風格、來自彭代利山的大理石额枋、石灰華和大理石三聯淺槽飾的排档间饰組成。在三層帶和檐梁之上，還有一個帶有小樽的簷口，最頂部則有一個頂樓。

### 柱頂銘文
在樑頭上可見的銘文原本是尼基亞斯克拉吉克紀念碑的奉獻銘文，這座結構建於公元前約320年，以紀念雅典的合唱團讚助者及在那一年的合唱比賽中的勝利。銘文內容如下：
尼基亞斯，尼科梅德斯之子，來自希比提區，他在凱克羅皮斯的男童合唱比賽中獲勝，因此設立了這個紀念碑。西库翁的潘塔倫（Pantaleon）吹奏阿夫洛斯管。演唱的曲目是提摩西奧斯（Timotheos）的《厄尔皮诺》（Elpenor）。當時的同名執政官是尼埃赫莫斯（Neaechmos）。
尼基亞斯的紀念碑以多立克柱式風格的希臘神廟形式建造，包括一個方形的內殿和一個帶有六根柱子的普羅泰萊门廊。這個銘文最初應該放在尼基亞斯紀念碑的檐梁上，代表了來自希臘化時代赫倫尼斯國王時期最晚期的銘文之一。在公元前317年至307年間統治雅典的法勒魯姆的德米特里領導下，為了控制貴族炫耀性的開支，頒布了一些節約法律，因此不再建造合唱園的紀念碑。

## 日期

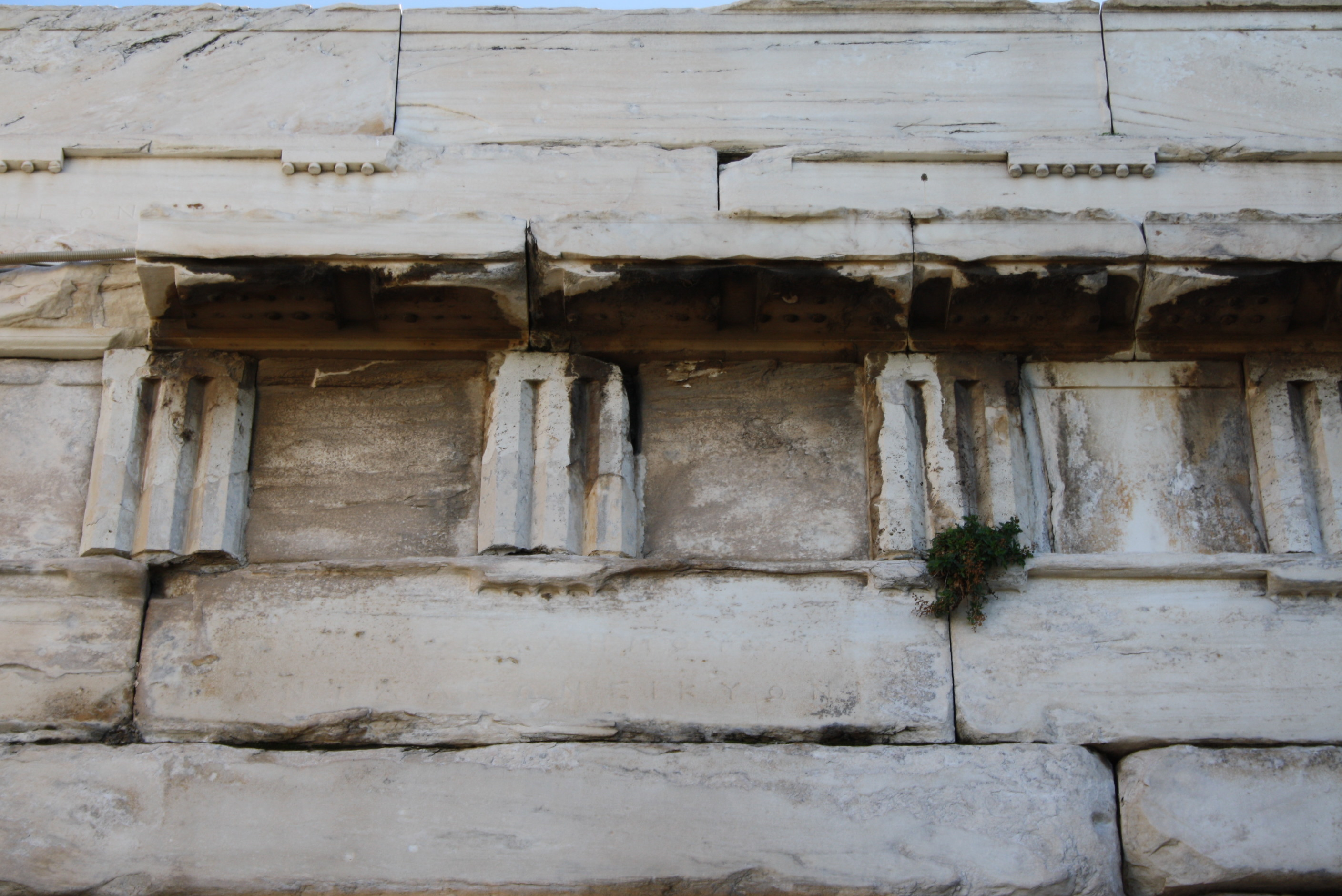
紀念碑中央部分的細節，顯示了尼基亞斯克拉吉紀念碑的題詞。

雅典衛城地圖，伯雷門位置為編號19。

伯雷門曾引發長期以來的學術爭議。它的首位發現者夏爾·埃內斯特·伯萊曾錯誤地認為這座城門是通往雅典衛城的原始入口。然而在隨後的研究中，始於1914年比利時考古學家保羅·格蘭多爾（Paul Graindor）的工作證實，伯雷門它屬於晚期羅馬時期的建築，即約公元284年至476年之間建造。然而，學術界對其確切的建造日期仍存在爭議。
城門的建造材料主要來自尼基亞斯克拉吉克紀念碑，這座紀念碑最初的拆除日期仍然不確定。而德國考古學家威廉·德爾普費爾德認為它可能在公元161年被拆除，他的觀點是該紀念碑最初屬於希羅德·阿提庫斯劇場的一部分，而該劇場則於該年興建。然而，另一位美國建築歷史學家威廉·貝爾·丁斯摩爾提出，拆除可能發生在3世紀末或4世紀初。
有一個銘文發現在伯雷門的石頭上，記載弗拉維烏斯·塞普提米烏斯·馬塞利努斯建造了這座城門，並表示是「從他自己的資源」。銘文中還提到他的地位為「拉姆布羅塔托斯」，這是古希臘語中相當於拉丁文「clarissimus」（古希臘語：λαμπρότατος）的稱號，通常用於指稱獲得羅馬元老院地位的男性{{Efn|From 约573 BCE，早於公元2世紀之後開始使用。此外，銘文還將他標識為前賽會主席（ἀγωνοθέτης），即曾主持希臘的泛希臘運動會或雅典的宗教和戲劇節慶酒神節。根據銘文的內容，它可以追溯到公元4世紀中期，325年之後。
關於城門的建造日期，學術界存在多種觀點。一些研究者認為它可能與羅馬皇帝瓦勒良統治時期相關，約在公元253年至260年之間，而其他觀點則認為它可能與267或268年的希魯利人襲擊雅典有關，無論是在襲擊之前或之後約十年左右。伯雷門城門的建築風格顯示出一些與後赫魯爾城牆相似的特徵，例如交替使用不同顏色的大理石課程。考古學家莎拉·羅斯（Sarah Rous）提出，尼基亞斯紀念碑的拆除、後希魯利城牆的建造以及比約勒城門的建造可能在大致相同的時期發生。另一位考古學家朱迪思·賓德（Judith Binder）則提出，這座城門可能是由雅典將軍德克西普建造 ，他在希魯利人入侵時成功保衛了雅典。

## 建造
美國考古學家和語言學家沃爾特·米勒在1893年提出的假說引發了有關伯雷門的深入研究。他提出這座城門可能是為了替代一個更古老、現已失傳的城門而建造的，並假設這個城門可能不夠堅固。 同時，希臘考古學家塔索斯·塔努拉斯（Tasos Tanoulas）指出，建造這座城門的其中一個戰略理由是為了保護通往克萊普西德拉的途徑，這個泉源位於雅典衛城上，提供了圍攻期間的安全飲水供應。
在尼基亞斯紀念碑拆除時，結構的梁柱被編號，以便在城門的建造過程中正確地重新組裝。包括由石灰岩和大理石建造的紀念碑多利克式飾帶，被重新用於城門的頂部。值得注意的是，尼基亞斯紀念碑的橫樑被分成兩部分，一部分位於城門的飾帶上方，另一部分位於下方。這種改變被美國考古學家傑弗里·M·赫維特（Jeffrey M. Hurwit）形容為「兩次講述的古典主義」，因為原始紀念碑本身就是按照比普羅波利亞的樣式建造的，因此，它的重用在伯雷門及其通往的山門之間創造了和諧。
赫維特強調，伯雷門的建造標誌著雅典衛城歷史的一個轉折點。這標誌著雅典衛城的角色重新強調了其作為一個戰略堡壘，而不僅僅是一個宗教聖地，使得這個地方成為「一個寺廟的堡壘」。此外，在羅馬晚期，還在城門的東塔上建造了一座拱門，進一步增強了其戰略重要性。
然而，隨著歷史的變遷，城門的作用也發生了變化。1204年第四次十字军东征之後，拜占庭帝國被分割為威尼斯和十字軍領袖的統治區。雅典成為雅典公国的中心，最初由勃艮第貴族奧頓一世統治。然後在13世紀到15世紀期間，該城市的法蘭克統治者逐漸加強了衛城的防禦，封閉了伯雷門和山門，並在一個不確定的日期加固了山門 ，建造了法蘭克塔。
這兩座城門的先前地位作為雅典衛城的入口由位於雅典娜勝利神廟下方的城門所取代。最終，在奧斯曼帝國時期的某個時候（1458年至1827年），在伯雷門的頂部建造了一座菱堡。到了19世紀，這座城門的存在已經被遺忘。

## 挖掘
城門以法國考古學家夏爾·埃內斯特·伯雷的名字命名，他同時也是法国雅典学院的一員。該學院成立於1846年，是雅典的第一所外國考古學校，其主要目的是進行考古挖掘和古典學研究，以提升法國在考古學領域的聲譽，尤其是在英國考古學的競爭。貝萊於1849年加入了法國學院，並在1852年在希臘古代文物總監基里亞科斯·皮塔基斯的指導下，於探索通往山門的途徑時發現了這座城門。這一次的挖掘被譽為是對雅典衛城進行的一次考古變革。
在希臘獨立戰爭於1829年結束後，人們已經知道通往山門的下部通道存在，並且在清理和修復雅典衛城的遺址時已明確識別了這一事實。然而，在1846年，法國建築師和考古學家奧古斯特·蒂特奧開始挖掘山門的樓梯，但當時的考古學家們普遍不認為下方還有第二個城門。儘管蒂特奧於1846年去世，尚未完成他在樓梯上的工作，但在1850年，皮塔基斯完成了該區域的清理工作，並部分重建了樓梯。

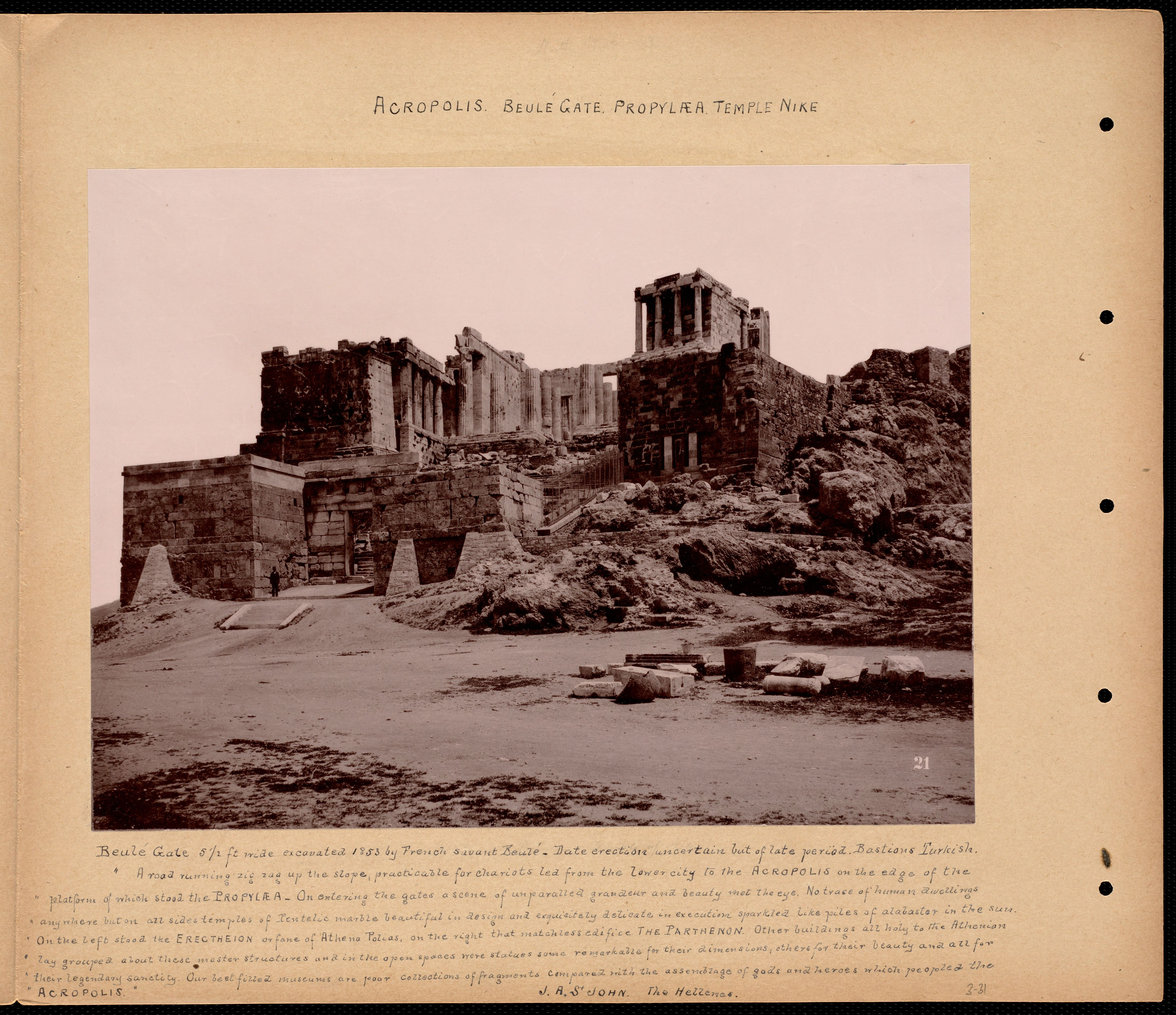
拍攝於1893年
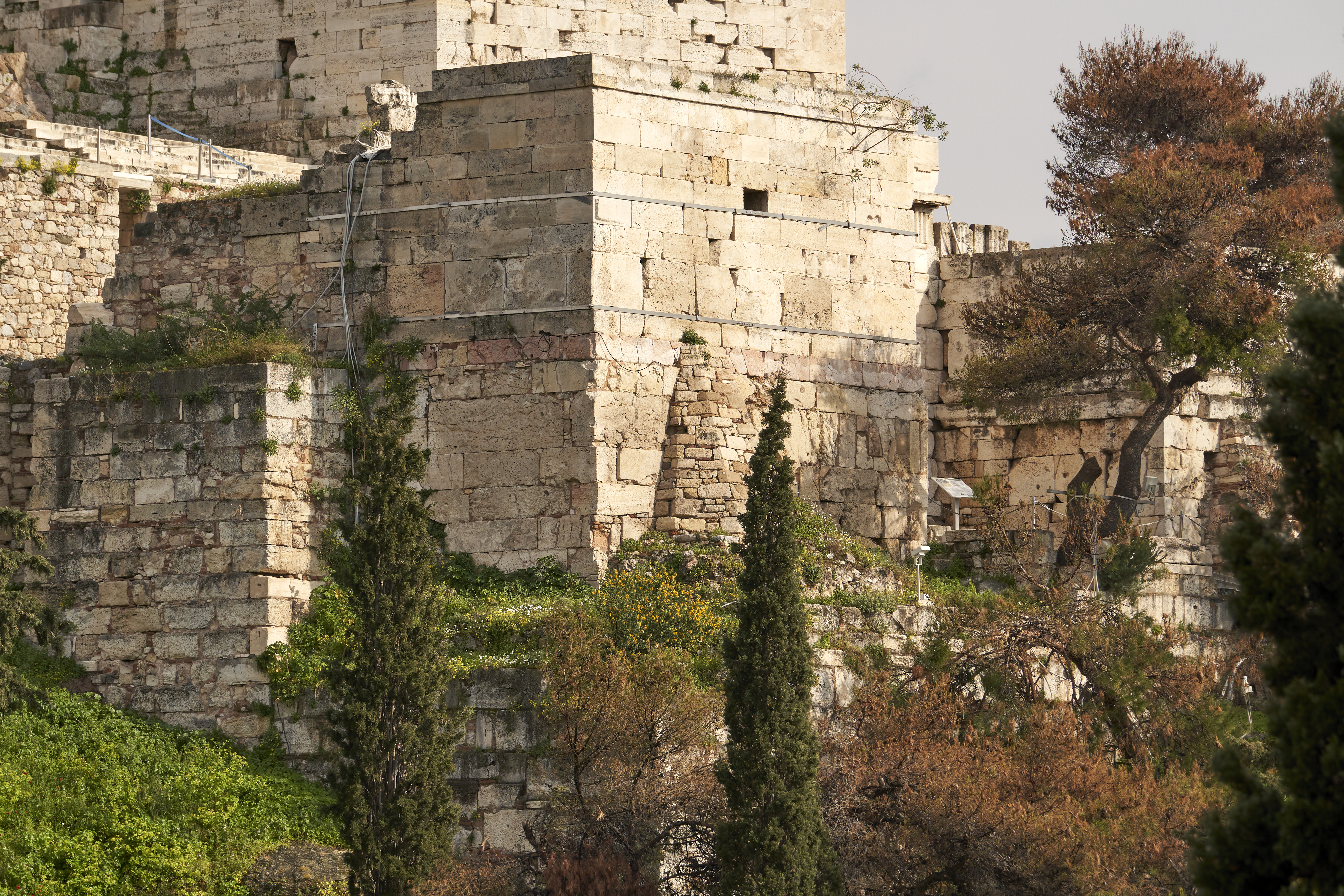
從西北方向看城門
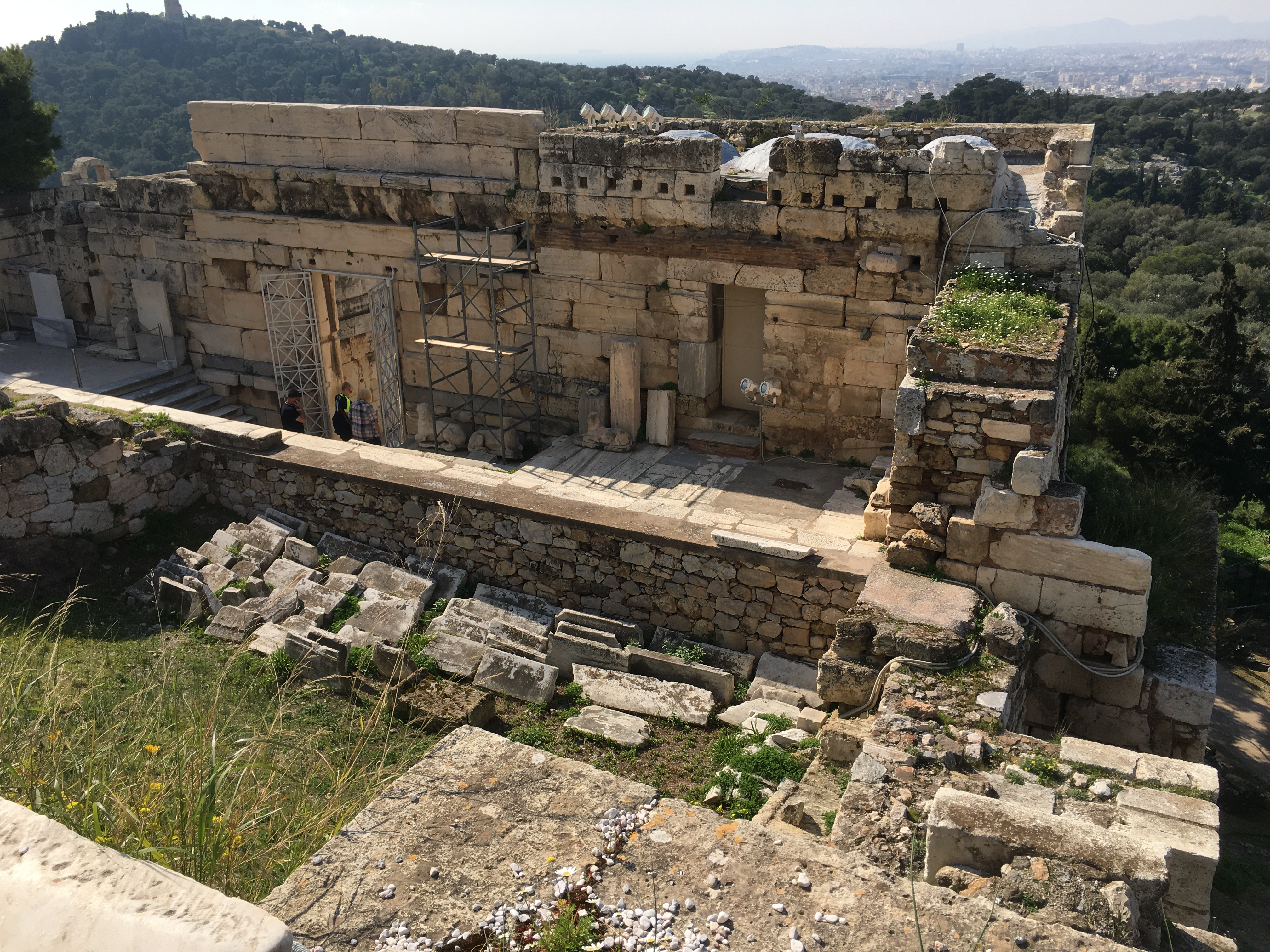
門後向東看之視角
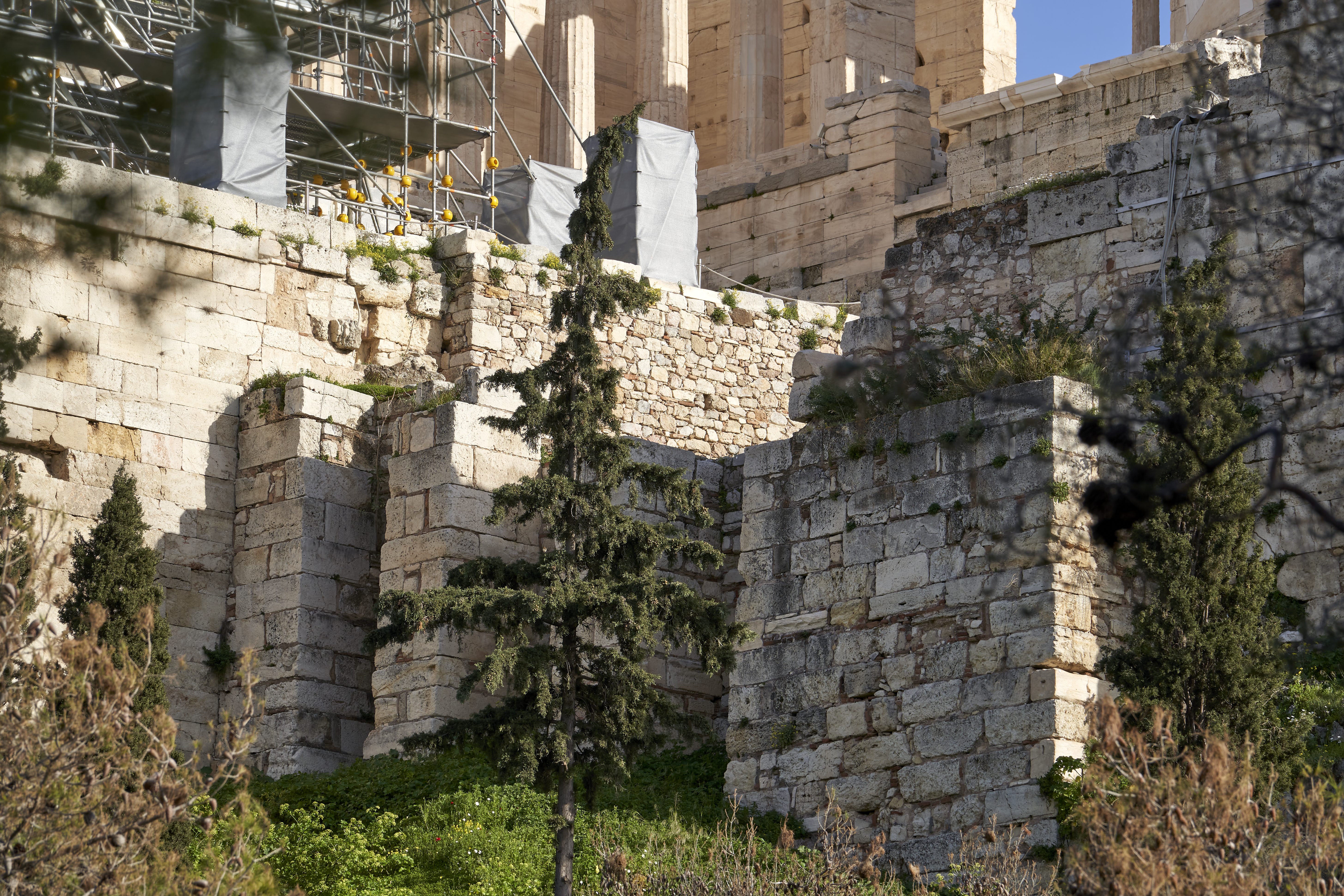
伯雷門側視圖，山門位於後方背景
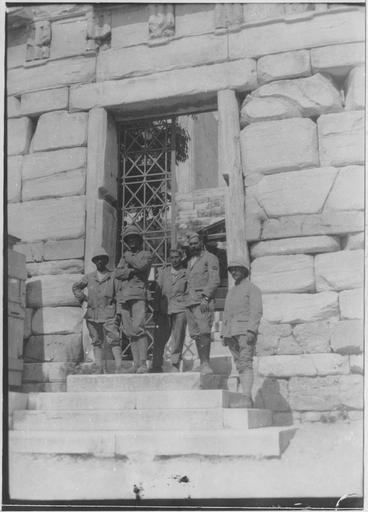
1917年佔領雅典期間的法國軍隊與伯雷門合影
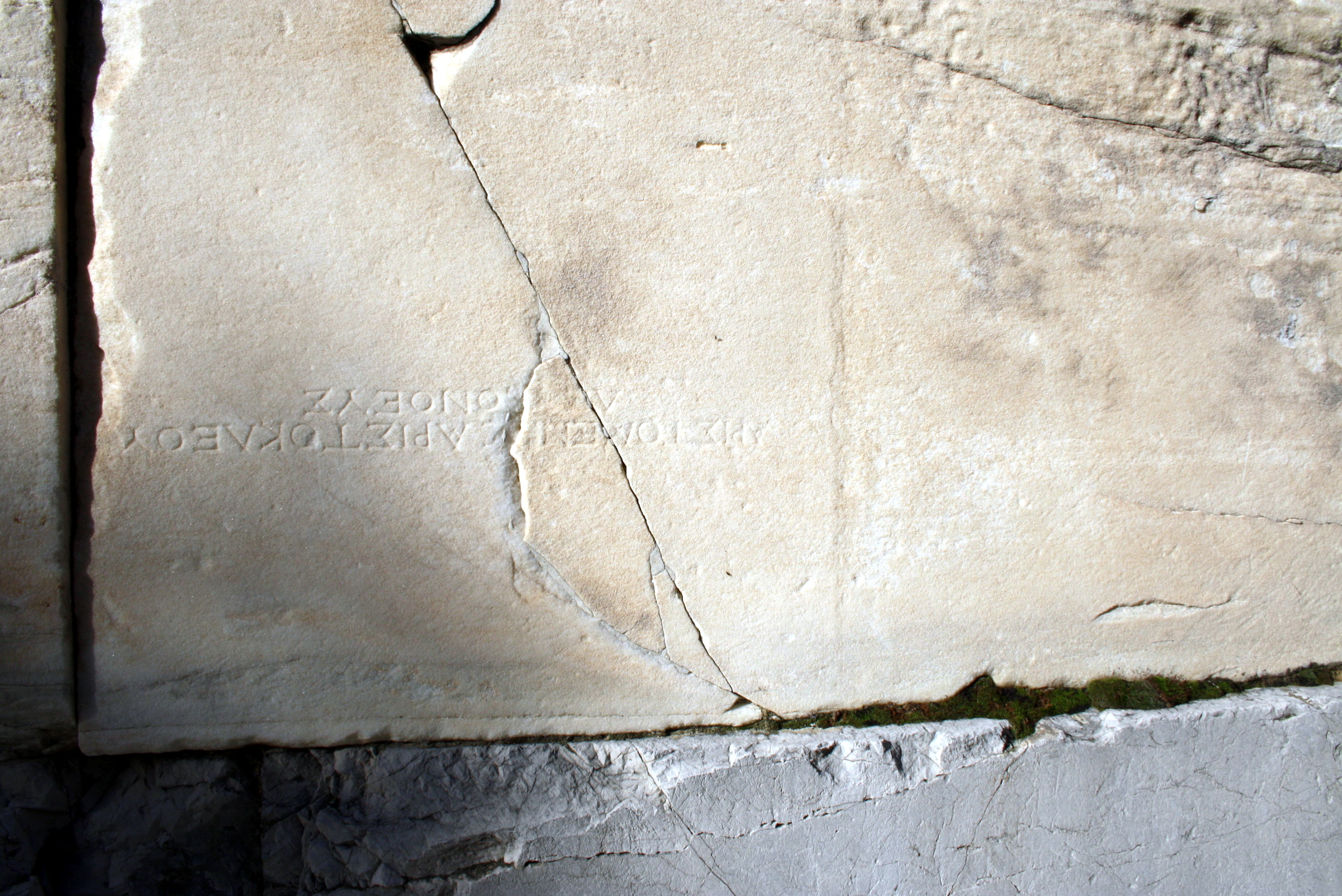
大門上的一塊石頭，由尼基亞斯克拉吉克紀念碑改造而成：現在可看到顛倒的銘文。

1852年，皮塔基斯邀請伯雷協助清除比普羅波利亞其餘部分的中世紀和現代建築。儘管當時的學術觀點普遍認為下方不會有第二座城門，但伯雷堅信山門的建築師門尼西克勒斯（Mnesikles）原本建造了另一座城門，並且在法國駐希臘大使亞歷山大·德·福爾-魯昂（Alexandre de Forth-Rouen）的支持下，獲得了皮塔基斯的祝福，以進一步調查這一假設。於5月4日，挖掘隊發現了通往城門的額外階梯，並且到了5月17日，他們已經清楚地發現了他們找到了雅典衛城周圍的一堵堡壘牆的邊緣，以及一個城門。這一重大發現被希臘國王奧托一世和王后阿瑪莉埃參觀，使伯雷的學術聲譽大為提高。
伯雷在6月初返回法國，並於12月再次回到雅典以指導重新開展的挖掘工作，主要聚焦在伯雷門上。然而，由於希臘戰爭部長的命令，於12月24日，挖掘工作暫時中斷，因為他們擔心挖掘將損害雅典衛城在未來入侵時的防禦價值。在法國大使館的支持下，伯雷成功說服希臘當局，證明雅典衛城在任何情況下都具有極少的軍事價值，並且「無法在二十四小時內抵抗住突襲」。
1853年工作恢復時，考古學家遇到一個特別頑固的砂漿塊，他們的工具無法穿透。伯雷從法國海軍地中海巡邏艦隊的水手那裡取得了一批爆炸物，並用它們炸毀了這個障礙物。當代考古學家批評了他的行為，希臘的報紙也批評了他，其中一家曾經指責貝萊想要炸毀雅典衛城的一切 。皮塔基斯在在觀察該次參與炸毀行動時，點被碎片擊中，穿透了他的帽子：事後甚至還傳出他已經被殺害的報導。
到了3月31日，兩座塔已完全顯現，4月1日之後城門口本身也被揭示出來。 伯雷在門上安裝了一塊紀念石，上面刻有古希臘文，寫著：

法國發掘了迄今為止被埋藏的雅典衛城之門，塔樓的牆壁以及通往頂峰的道路。
伯雷門的發現引起了法國學術界的熱烈慶祝，並在法國新聞界引起了熱情的報導。法國作家和親希臘主義愛好者讓·巴蘭（Jean Baelan）對伯雷的工作表示高度讚譽，認為他是「考古學領域民族榮譽的旗手」。為了表彰伯雷的這一重要發現，法兰西学术院將雅典衛城定為其1853年詩歌大獎的主題，該獎項最終由路易絲·科萊特獲得。
在伯雷的挖掘工作之後，貝萊門重獲其作為雅典衛城城門的原始功能。然而從20世紀60年代至今，主要的入口被移至東南側，導致伯雷門主要成為園區的主要出口之一。

### 來源
1. ↑  Wilson 2013，第594頁.
2. 1 2 3 4  Rous 2019，第60頁.
3. 1 2  Lyons 2005，第131頁.
4. 1 2  Guides Joanne 1888，第41頁.
5. ↑  Dinsmoor 1910，第479頁.
6. ↑  Camp 2001，第162頁.
7. ↑  Anderson, Spiers & Dinsmoor 1927，第149頁.
8. 1 2  Camp 2001，第161頁.
9. ↑  Hoppin 1897，第95頁.
10. ↑  Sironen 1994，第28–29頁. For the dates of the late Roman period, see Cameron 1993，第1–2頁.
11. ↑  Dinsmoor 1973，第286頁.
12. ↑  Dinsmoor 1910，第481頁.
13. ↑  Dinsmoor 1910，第482頁.
14. ↑  Sironen 1994，第28頁. The text of the inscription is given at CIG II/III2, no. 5206.
15. ↑  Millar 2002，第362頁.
16. ↑  Sironen 1994，第28頁.
17. ↑  Instone & Spawforth 1999，第41頁. For the different title used in Athens, see Chisholm 1911，第380頁.
18. ↑  Guides Joanne 1888，第42頁.
19. ↑  Rous 2019，第57–61頁.
20. ↑  Rous 2019，第58頁.
21. ↑  Lalonde 2021，第48頁.
22. ↑  Mallan & Davenport 2015，第210頁.
23. ↑  Miller 1893，第539頁.
24. ↑  Rous 2019，第57–58頁.
25. ↑  Hurwit 1999，第284頁.
26. ↑  Hurwit 1999，第284–285頁.
27. ↑  Tanoulas 1997，第240頁.
28. ↑  Hendrickx 2015，第303, 317頁; Setton 1991，第418頁.
29. ↑  Mark 1993，第7頁.
30. ↑  Lock 1986，第133頁.
31. ↑  Guides Joanne 1888，第41頁. For the dates of the Ottoman period, see Kolovos 2021，第254頁.
32. 1 2 3  St. Clair 2022，第490–491頁.
33. ↑  Whitling 2019，第42–44頁.
34. ↑  Baelen 1958，第92頁.
35. 1 2  Leniaud 2002，第58頁.
36. 1 2 3  Baelen 1958，第95頁.
37. ↑  Dickins 2014，第1頁.
38. ↑  Mallouchou-Tufano 2007，第44頁.
39. 1 2 3  Baelen 1958，第97頁.
40. 1 2 3 4 5  Baelen 1958，第98頁.
41. ↑  Delis 2016，第41頁.
42. ↑  St. Clair 2022，第491頁.
43. ↑  Baelen 1958，第98–99頁.
44. ↑  Baelen 1958，第99頁.
45. ↑  Baelen 1958，第100頁.

### 書籍
- Anderson, William James; Spiers, Richard Phené; Dinsmoor, William Bell.  1. London: B.T. Batsford. 1927. ISBN 978-0-404-14725-9.
- Baelen, Jean.  [The Beulé Gate and the Poetry Prize of 1854]. Bulletin de l'Association Guillaume Budé. 1958, 1 (2): 92–116  [2022-06-10]. doi:10.3406/bude.1958.3823. （原始内容存档于2023-07-24） （法语）.
- Bodnar, Edward W. . Brussels: Latomus. 1960.
- Cameron, Averil. . Cambridge MA: Harvard University Press. 1993. ISBN 978-0-674-51194-1.
- Camp, John M. . New Haven: Yale University Press. 2001. ISBN 978-0-300-13815-3.
- Chisholm, Hugh. 大英百科全書第十一版. 维基文库. Cambridge: Cambridge University Press. 1911: p. 380. OCLC 266598.
- Delis, Apostolis. . Harlaftis, Gelina; Dimitropoulos, Dimitris; Starkey, David J.  (编). . Athens: Sylvia Ioannou Foundation. 2016: 41–54. ISBN 978-960-87792-5-9.
- Dickins, Guy. . Cambridge: Cambridge University Press. 2014. ISBN 978-1-107-41801-1.
- Dinsmoor, William Bell. . New York: Biblio and Tannen. 1973. ISBN 978-0-8196-0283-1.
- Dinsmoor, William Bell. . 美國考古學雜誌. 1910, 14 (4): 459–484. JSTOR 497149 . S2CID 191360396. doi:10.2307/497149.
- Guides Joanne. . Paris: Hachette. 1888: 41–42  [2022-06-10]. （原始内容存档于2023-10-27） （法语）.
- Hendrickx, Benjamin.  [The Duchies of the Latin Empire of Constantinople after 1204. Origin, Structures and Statutes]. Revue belge de philologie et d'histoire. 2015, 93 (2): 303–328  [2023-09-02]. doi:10.3406/rbph.2015.8837. （原始内容存档于2023-03-26） （法语）.
- Hoppin, James Mason. . Boston and New York: Houghton Mifflin. 1897.
- Hurwit, Jeffrey M. . Cambridge: Cambridge University Press. 1999. ISBN 978-0-521-42834-7.
- Instone, Stephen J.; Spawforth, Anthony. . Hornblower, Simon; Spawforth, Anthony  (编).  3rd. Oxford: Oxford University Press. 1999: 41–42. ISBN 978-0-19-866172-6.
- Kolovos, Elias. . Antiquity. 2021, 96 (385): 254–256. doi:10.15184/aqy.2021.176.
- Lalonde, Gerald. . Leiden: Brill. 2021. ISBN 978-90-474-1739-2.
- Leniaud, Jean-Michel.  [The Archipelagos of the Past: Heritage and its History]. Paris: Fayard. 2002  [2022-06-10]. ISBN 978-2-213-65690-8. （原始内容存档于2023-10-27） （法语）.
- Lock, Peter. . The Annual of the British School at Athens. 1986, 81: 101–123. S2CID 129263771. doi:10.1017/S0068245400020104.
- Lyons, Claire L. . Los Angeles: Getty Publications. 2005  [2022-06-10]. ISBN 978-0-89236-805-1. （原始内容存档于2023-09-02）.
- Mallan, Christopher; Davenport, Caillan. . Journal of Roman Studies. 2015, 15: 203–226  [2023-09-02]. S2CID 163234044. doi:10.1017/S0075435815000970. （原始内容存档于2023-10-27）.
- Mallouchou-Tufano, Fani. . Valavanis, Panos  (编). . Athens: Kapon Press. 2007: 36–57. ISBN 978-0-89236-910-2.
- Makri, Efterpi; Tsakos, Konstantinos; Vavylopoulou-Charitonidou, Angeliki.  [Rizokastro: Surviving Remains: New Observations and Re-Dating] (PDF). Δελτίον της Χριστιανικής Αρχαιολογικής Εταιρείας. 1989, 14: 329–366  [22 March 2022]. ISSN 1105-5758. （原始内容 (PDF)存档于2023-02-21） （希腊语）.
- Mark, Ira S. . Baltimore: American School of Classical Studies at Athens. 1993. ISBN 978-0-87661-526-3.
- Millar, Fergus.  2. Chapel Hill: University of North Carolina Press. 2002. ISBN 978-0-8078-5520-1.
- Miller, Walter. . The American Journal of Archaeology. 1893, 8 (4): 473–556.
- Rous, Sarah A. . Madison: University of Wisconsin Press. 2019: 57–61  [2022-06-10]. ISBN 978-0-299-32280-9. （原始内容存档于2023-11-23）.
- Setton, Kenneth M. . Philadelphia: The American Philosophical Society. 1991. ISBN 978-0-87169-114-9.
- Sironen, Erkki. . Castrén, Paavo  (编). . Helsinki: Finnish Institute at Athens. 1994: 15–62. ISBN 978-951-95295-2-3.
- St. Clair, William.  (PDF). Cambridge: Open Book Publishers. 2022  [2023-01-07]. ISBN 978-1-78374-461-9. S2CID 248842303. doi:10.11647/OBP.0136. （原始内容 (PDF)存档于2022-05-27）.
- Tanoulas, Tasos.   [The Propylaia of the Athenian Acropolis in the Middle Ages]. Athens: Archaeological Society of Athens. 1997 （希腊语）.
- Whitling, Frederick. . Berlin, Boston: De Gruyter. 2019. ISBN 978-3-11-060253-1. doi:10.1515/9783110602531.
- Wilson, Nigel. . Abingdon: Routledge. 2013. ISBN 978-1-136-78800-0.
- Wilson, Peter J. . Hornblower, Simon; Spawforth, Anthony  (编).  3rd. Oxford: Oxford University Press. 1999: 323–324. ISBN 978-0-19-866172-6.

## 外部連結
- 夏爾·埃內斯特·伯雷（英语：Charles Ernest Beulé）. . Paris: 皮埃爾·迪多（英语：Pierre Didot）. 1862  [2022-06-13].